# 森本製作所
株式会社森本製作所（もりもとせいさくしょ、英: Morimoto Mfg. Co., Ltd.）は、大阪府四條畷市に本社を置く工業用ミシンメーカーである。

## 概要
1927年（昭和2年）創業。特殊工業用二重環縫いを主とするミシンの製造・販売を行う。アジア中東他海外向けの輸出が主。

## 沿革
- 1927年（昭和02年)04月:森本鉄工所として創業。大阪市都島区にて飲料水製造機械の生産を開始[1]。
- 1931年（昭和06年)01月:家庭用ミシンの部品製造を開始[1]。
- 1941年（昭和16年）10月:工場を現在地に移転。家庭用ミシン部品の製造開始[1]。
- 1947年（昭和22年）4月:工業用ミシンの製造を開始[1]。
- 1958年（昭和33年）8月:株式会社森本製作所を設立[1]。
- 1971年（昭和46年）9月:森本力、代表取締役就任。
- 1976年（昭和51年）3月:香港に現地法人 MORIMOTO MFG (HONG KONG) LTD.を設立。
- 1978年（昭和53年）1月:アメリカ ニュージャージー州に現地法人 KANSAI SPECIAL U.S.A.CORP.を設立。
- 1985年（昭和60年）5月:ヨーロッパ ドイツに現地法人 KANSAI SPECIAL (EUROPE) GmbHを設立。
- 1998年（平成10年）7月:ドイツ現地法人を改組。新会社名 KANSAI SPECIAL EUROPE GmbH
- 1999年（平成11年）7月:アメリカ現地法人を改組。新会社名 KANSAI SPECIAL AMERICAN MACHINE CORP.
- 2000年（平成12年）10月:京都府宇治田原町に工場を新設。
- 2000年（平成12年）11月:シンガポールに現地法人 MORIMOTO SINGAPORE PTE. LTD.を設立。
- 2003年（平成15年）2月:国に現地法人関西 (上海) 公司設立。
- 2005年（平成17年）5月:本社研究所を設立。

## 事業所
- 本社（大阪府四條畷市）[3]
- 宇治田原工場 (京都府綴喜郡)[3]

## 関連会社
- KANSAI SPECIAL AMERICAN MACHINE CORP.[3]
- KANSAI SPECIAL EUROPE GmbH[3]
- MORIMOTO MANUFACTURING (H.K.) LTD.[3]
- MORIMOTO SINGAPORE PTE LTD.[3]
- KANSAI (SHANGHAI) INDUSTRIAL SEWING MACHINE CO., LTD.[3]